# Cellepora armiger
Cellepora armiger är en mossdjursart som beskrevs av Charles Henry O'Donoghue 1923. Cellepora armiger ingår i släktet Cellepora och familjen Celleporidae. Inga underarter finns listade i Catalogue of Life.